# Championnat de France de football de troisième division 2003-2004
Navigation
National 2002-2003 National 2004-2005
Le Championnat de France de football National 2003-2004 a vu la victoire du Stade de Reims.

## Les 20 clubs participants
| - GFCO Ajaccio - AS Angoulême-Charente - AS Beauvais - FC Bourg-Péronnas - Stade brestois | - AS Cannes - AS Cherbourg - Dijon FCO - FC Libourne-Saint-Seurin - CS Louhans-Cuiseaux | - Nîmes Olympique - Pau FC - US Raon - Stade de Reims - SO Romorantin | - Entente Sannois Saint-Gratien - FC Sète - Tours FC - Valenciennes FC - ES Wasquehal |

## Classement final
| Rang | Équipe                     | Pts  | J  | G  | N  | P  | Bp | Bc | Diff |
| ---- | -------------------------- | ---- | -- | -- | -- | -- | -- | -- | ---- |
| 1    | Stade de Reims R           | 71   | 38 | 21 | 8  | 9  | 59 | 32 | +27  |
| 2    | Stade brestois             | 68   | 38 | 20 | 8  | 10 | 45 | 30 | +15  |
| 3    | Dijon FCO                  | 64   | 38 | 19 | 7  | 12 | 49 | 36 | +13  |
| 4    | SO Romorantin              | 61   | 38 | 16 | 13 | 9  | 51 | 39 | +12  |
| 5    | GFCO Ajaccio P             | 59   | 38 | 17 | 8  | 13 | 44 | 46 | -2   |
| 6    | AS Cannes                  | 58-2 | 38 | 16 | 12 | 10 | 49 | 36 | +13  |
| 7    | Nîmes Olympique            | 57   | 38 | 15 | 12 | 11 | 44 | 36 | +8   |
| 8    | FC Sète                    | 56   | 38 | 14 | 14 | 10 | 45 | 34 | +11  |
| 9    | FC Libourne-Saint-Seurin P | 54   | 38 | 14 | 12 | 12 | 36 | 28 | +8   |
| 10   | Valenciennes FC            | 51   | 38 | 14 | 9  | 15 | 41 | 38 | +3   |
| 11   | Pau FC                     | 49   | 38 | 12 | 13 | 13 | 33 | 45 | -12  |
| 12   | Entente SSG P              | 47   | 38 | 11 | 14 | 13 | 37 | 45 | -8   |
| 13   | AS Cherbourg               | 44   | 38 | 11 | 11 | 16 | 50 | 48 | +2   |
| 14   | ES Wasquehal R             | 44   | 38 | 9  | 17 | 12 | 32 | 38 | -6   |
| 15   | US Raon L'Etape P          | 43   | 38 | 11 | 10 | 17 | 34 | 52 | -18  |
| 16   | Tours FC P                 | 42   | 38 | 10 | 12 | 16 | 39 | 43 | -4   |
| 17   | CS Louhans-Cuiseaux        | 41   | 38 | 8  | 17 | 13 | 37 | 50 | -13  |
| 18   | AS Angoulême               | 40   | 38 | 10 | 10 | 18 | 31 | 49 | -18  |
| 19   | FC Bourg-Péronnas P        | 37   | 38 | 7  | 16 | 15 | 36 | 55 | -19  |
| 20   | AS Beauvais R              | 35   | 38 | 8  | 11 | 19 | 33 | 45 | -12  |

Promotions et relégations
- Promotion en Ligue 2 2004-2005
- Relégation en CFA 2004-2005

Abréviations
- P : Promu de CFA 2002-2003
- R : Relégué de Ligue 2 2002-2003
- -2 : Point(s) de pénalité reçu(s)

Victoire à 3 points. 
- En cas d'égalité de points, les équipes sont départagées à la différence de buts particulière.
- Ce classement tient compte de deux points de pénalité infligé par la DNCG à Cannes.

### Classement des buteurs
Le tableau suivant liste les joueurs selon le classement des buteurs pour la saison 2003-2004 de National.
| Rang | Buteur              | Club           | Buts Note 1 | Pen. Note 2 | Ratio Note 3 |
| ---- | ------------------- | -------------- | ----------- | ----------- | ------------ |
| 1    | Sébastien Heitzmann | Dijon FCO      | 22          | -           | -            |
| 2    | Amara Diané         | Stade de Reims | 19          | 0           | 0,59         |
| 3    | Richard Socrier     | AS Cherbourg   | 16          | -           | -            |

| Mis à jour au 22 mai 2004. 1 : Nombre de buts inscrits incluant le nombre de pénaltys 2 : Nombre de pénaltys 3 : Ratio (buts inscrits/matchs joués) |

## Les Champions

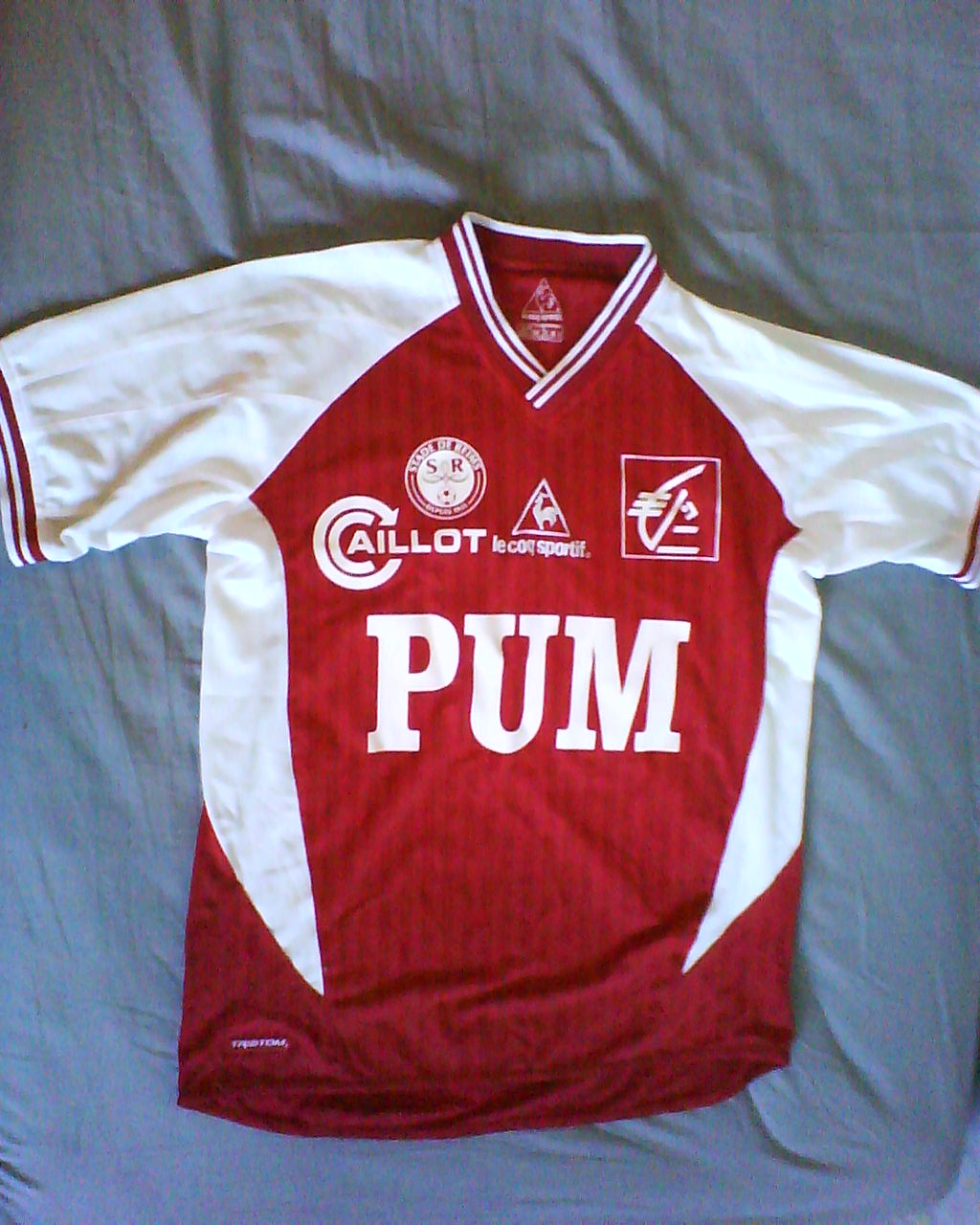
Le maillot du Stade de Reims durant cette saison.

| Nom               | Nationalité         | Date Naissance   | Lieu Naissance          | Taille | Poids | Poste     | Matches | Buts |
| ----------------- | ------------------- | ---------------- | ----------------------- | ------ | ----- | --------- | ------- | ---- |
| Amara Diané       | Côte d'Ivoire       | 19 août 1982     | Abidjan (Côte d'Ivoire) | 1,81   | 71    | Attaquant | 35      | 19   |
| Noël Moukila      | République du Congo | 25 décembre 1977 | Brazzaville (Congo)     | 1,78   | 67    | Attaquant | 25      | 7    |
| Samuel Boutal     | France              | 22 novembre 1969 | Bordeaux                | 1,81   | 77    | Attaquant | 35      | 6    |
| Thomas Dossevi    | Togo                | 6 mars 1979      | Chambray-lès-Tours      | 1,83   | 81    | Milieux   | 17      | 4    |
| Mohamed Haddadou  | France              | 24 décembre 1974 | Saint-Germain-en-Laye   | 1,74   | 62    | Milieu    | 20      | 4    |
| Alexandre Barbier | France              | 7 juillet 1979   | Le Chesnay              | 1,80   | 70    | Défenseur | 28      | 3    |
| Stéphane Laquait  | France              | 18 janvier 1973  | Désertine               | 1,86   | 72    | Défenseur |         | 3    |
| Arnaud Ribas      | France              | 22 août 1978     | Epinay-sur-Seine        | 1,71   | 70    | Attaquant | 23      | 3    |
| Claude Dambury    | France              | 30 juillet 1971  | Cayenne                 | 1,83   | 76    | Milieu    |         |      |
| Allann Petitjean  | France              | 31 juillet 1974  | Luxeuil-les-Bains       | 1,77   | 71    | Milieu    | 30      | 2    |
| Denis Arnaud      | France              | 31 janvier 1973  | Bordeaux                | 1,82   | 75    | Défenseur | 32      | 2    |
| Arnaud Balijon    | France              | 17 juin 1983     | Reims                   | 1,82   | 78    | Gardien   | 35      | 0    |